# Zatoka strzałkowa dolna

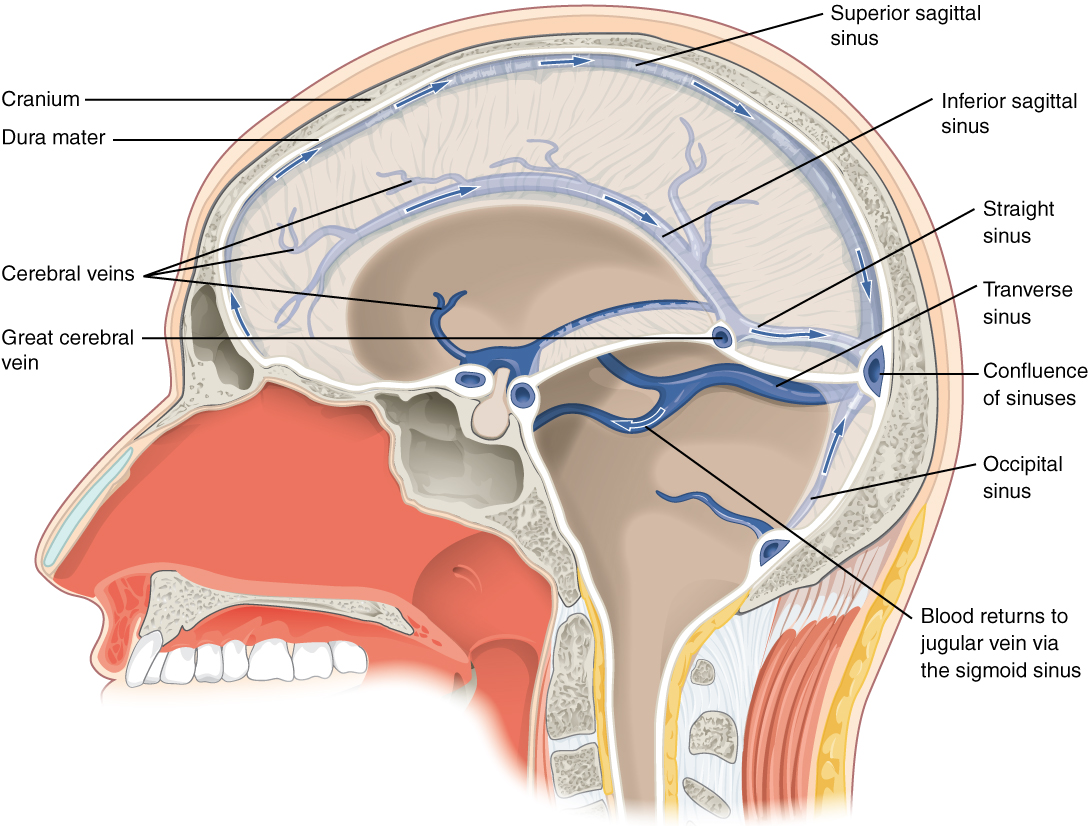
Zatoki opony twardej, widok z boku. Zatoka strzałkowa dolna podpisana Inferior sagittal sinus.

Zatoka strzałkowa dolna (łac. sinus sagittalis inferior) – w anatomii człowieka nieparzysta zatoka opony twardej mózgowia, należąca do grupy górnej (tylno-górnej) zatok. Przebiega wzdłuż linii pośrodkowej, w dolnym, wolnym brzegu sierpa mózgu, wpada od góry do zatoki prostej. Jej dopływami są żyły sierpa mózgu, a także drobne żyły z okolicznych zakrętów mózgu i górnej powierzchni ciała modzelowatego. Czasami może łączyć się z zatoką strzałkową górną.